# Katoliška dežela Kalabrija
Katoliška dežela Kalabrija je skupno ime za škofije in nadškofije v istoimenski italijanski deželi Kalabrija (Regione Calabria). Obsega sledečih 12 škofij: Cassano allo Ionio, Lungro, Rossano, Crotone, Catanzaro, Locri, Reggio Calabria, Oppido Mamertina, Mileto, Lamezia Terme, Cosenza, San Marco Argentano.
Po podatkih zbornika Istituto Centrale per il sostentamento del clero 2006 živi na površini 15.549 km² skupno 2.103.782 vernikov v 973 župnijah.
Pokristijanjenje Kalabrije, ki se je v starih časih imenovala Bruzio (izg. Brucjo), se je začelo šele proti koncu devetega stoletja, ko so sem pribežali pravoslavni menihi bazilijanci, ki so jih bili Arabci pregnali iz Vzhoda. Ti menihi so bili bogati in so lahko kmalu sezidali mogočne samostane, od katerih so še danes vidni le skromni ostanki, saj so jih potresi skoraj popolnoma uničili. A predvsem so bili to zelo učeni možje z izredno kulturo in globokim verskim prepričanjem, kar je silno vplivalo na domačine. Znanih je več svetnikov iz teh krajev, ki so bili večinoma samotarji. Nasprotno je bil pa sveti Bernard Barlaam, ki je živel stoletja pozneje, sicer menih, a škof; vneto se je zavzemal za združitev s pravoslavnimi Cerkvami in za študij grškega jezika in kulture.